# Восточная жемчужина
«Восто́чная жемчу́жина» — телебашня в Шанхае, третья по высоте в Азии (высота 468 метров), пятая по высоте телебашня в мире, одна из главных достопримечательностей района Пудун.
В башне размещены:
- вращающийся ресторан, находящийся на высоте 267 метров;
- танцевальная площадка, бар и 20 комнат с караоке — на высоте 271 метр;
- пентхаус с обзорной площадкой, конференц-залом и кофейным магазином — на высоте 350 метров.

Конструкция башни включает 11 сферических элементов. Две наибольшие сферы имеют диаметры 50 м (нижняя, «Space City») и 45 м (верхняя, «Space Module»). Эти сферы связаны между собой тремя цилиндрическими колоннами диаметром 9 м каждая; во внутреннем пространстве колонн находятся пять малых сфер, в которых размещены номера «Космического отеля» (Space Hotel).
Рядом расположен 88-этажный небоскрёб «Цзинь Мао», один из самых высоких в Азии. Ночью телебашня подсвечивается. Специально для неё была разработана трёхмерная подсветка.

## В кино
- «Трансформеры: Месть падших» — в начале фильма один из автоботов (Оптимус Прайм) после прыжка из самолёта, чтобы поймать десептикона, приземляется в Шанхае на фоне Восточной Жемчужины.
- «Фантастическая четвёрка: Вторжение Серебряного сёрфера» — в Шанхае, где проходит последнее сражение с Доктором Думом, Человек-Факел, поглотив силы всех участников команды, бьётся со злодеем на фоне телебашни Восточная жемчужина.
- «Жизнь после людей» — показано, что будет с телебашней через 70 лет — шпиль накренится в одну сторону, а опоры — в другую (из-за подтопления опор водами реки Хуанпу). В результате башня переломится пополам и рухнет.
- «Годзилла: Финальные войны» —в фильме на Шанхай инопланетяне Ксилены натравили Ангируса — огромного плотоядного анкилозавра, мутировавшего в результате радиации. Ангирус сворачивается в шар, летит на огромную воздушную суперсубмарину Карью и уничтожает её. Карью врезается в телебашню и взрывается, разрушая её.

## Галерея

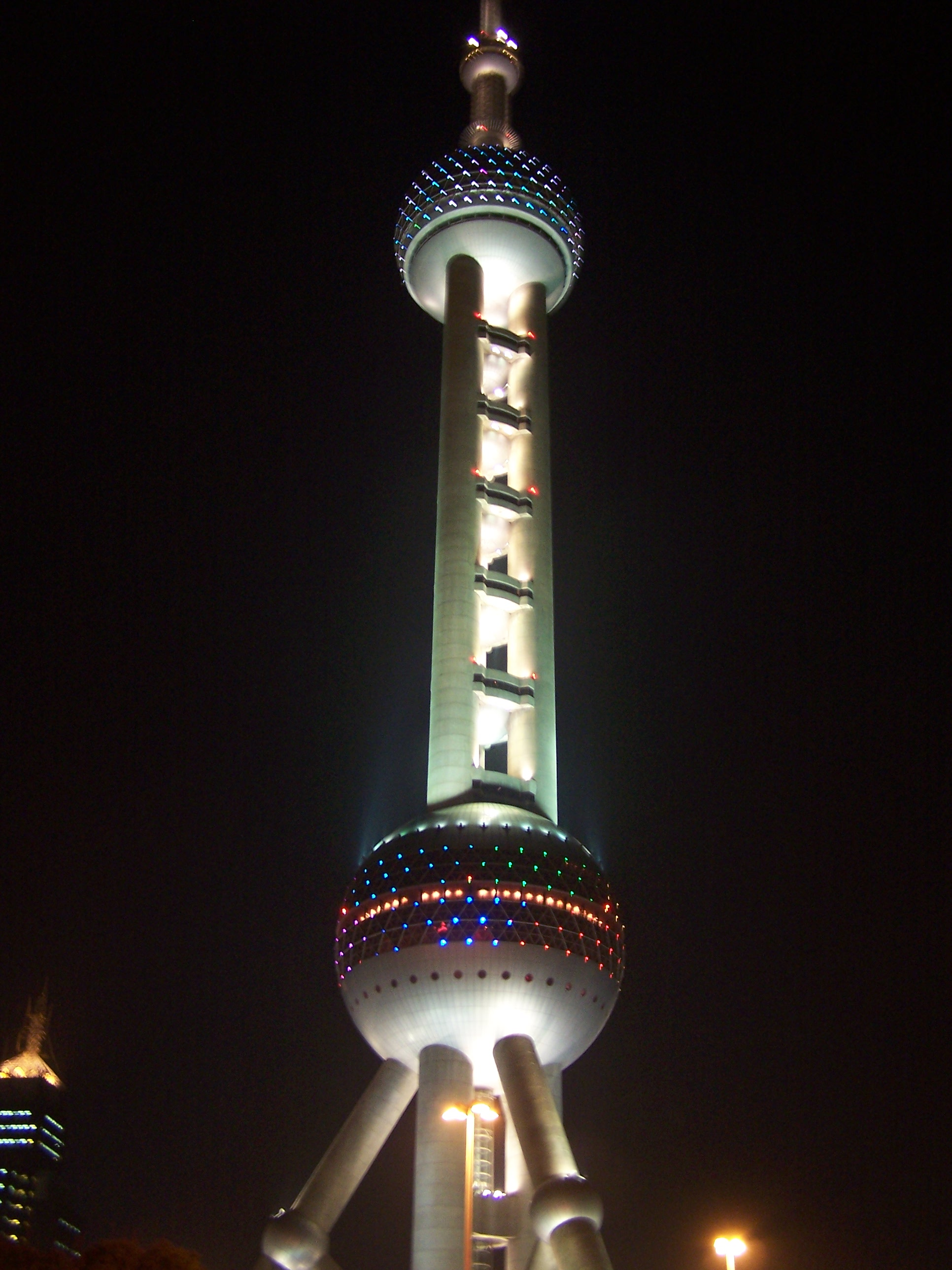
Телебашня ночью
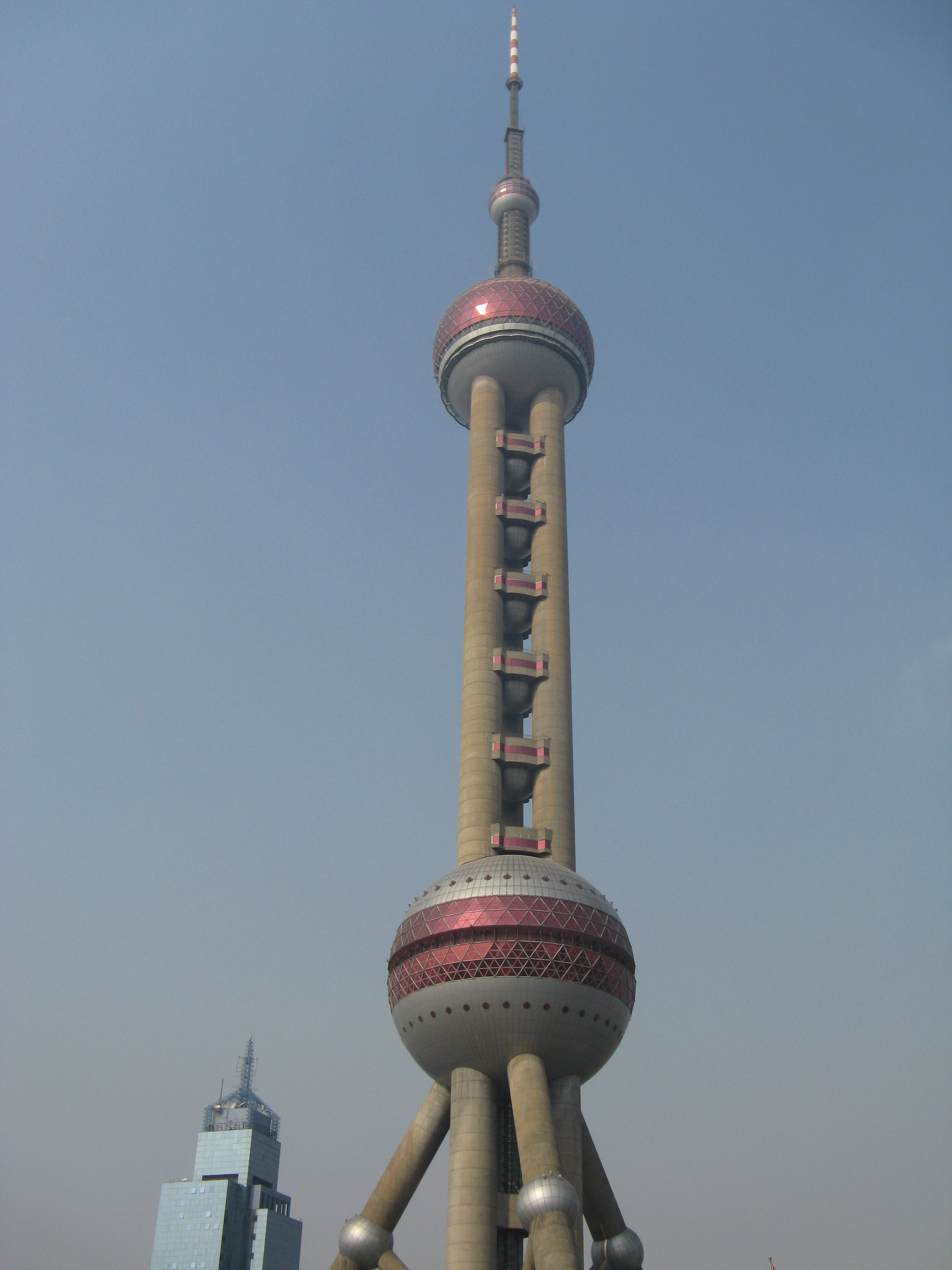
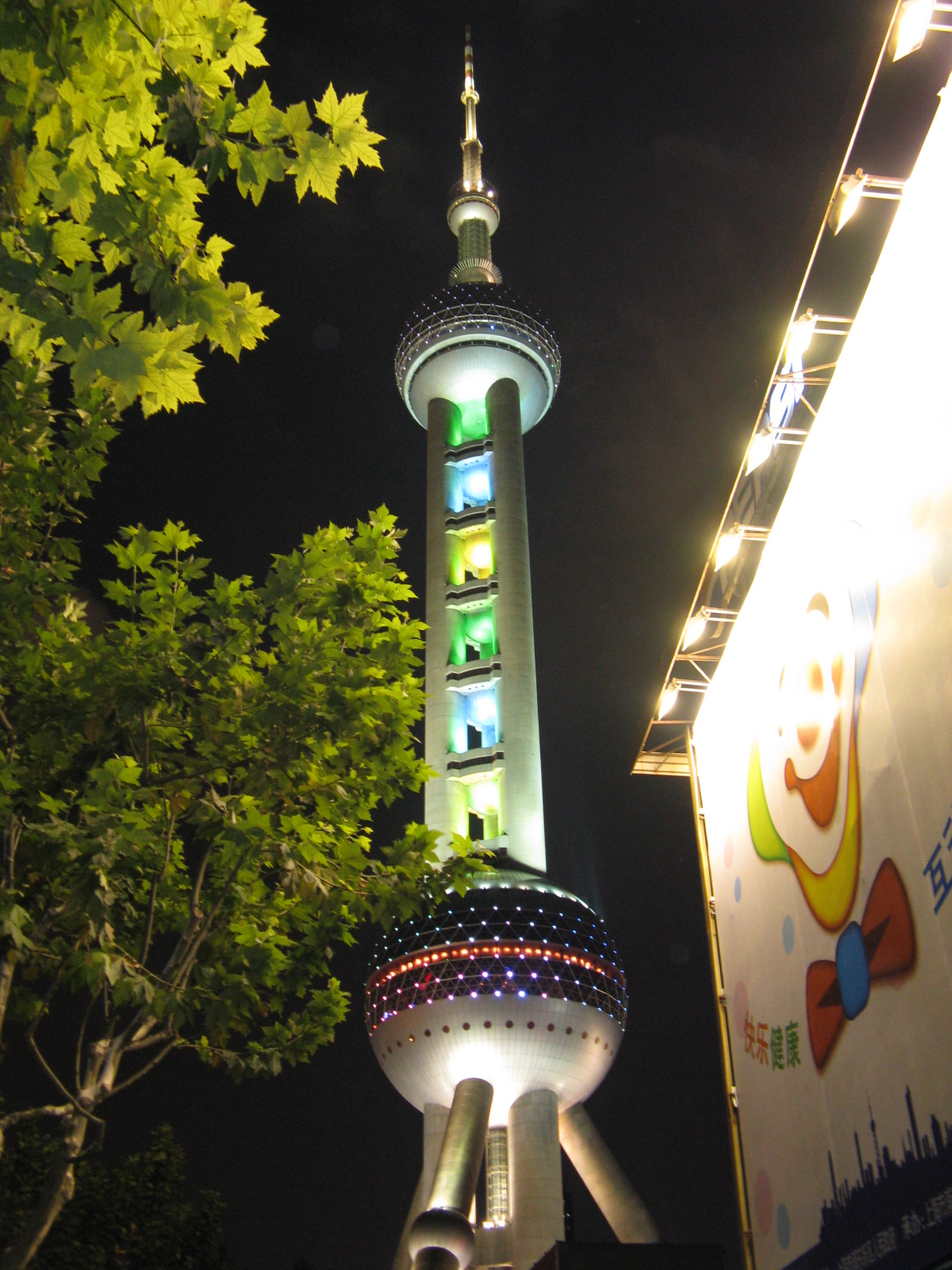
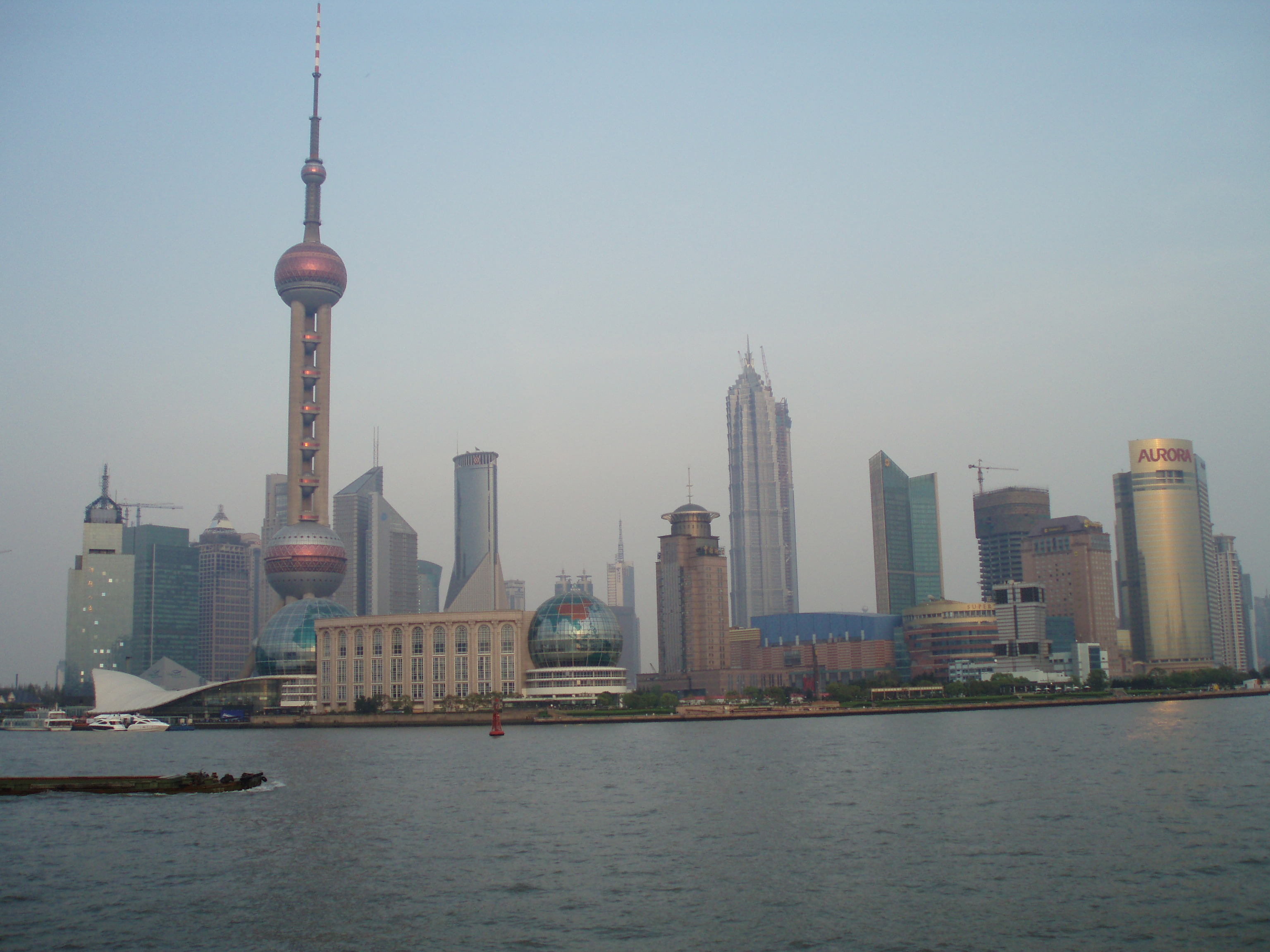
Телебашня на фоне Пудуна
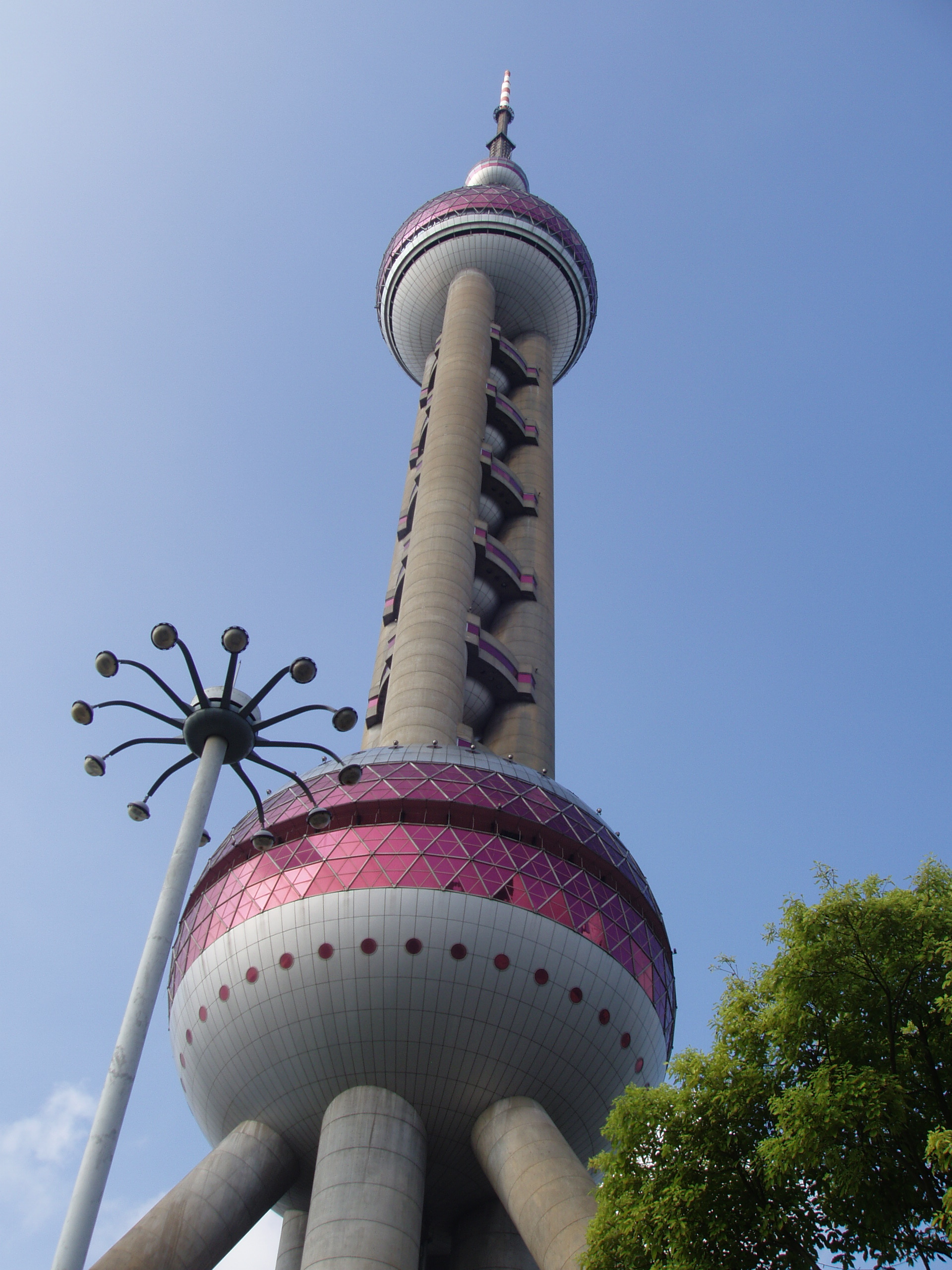
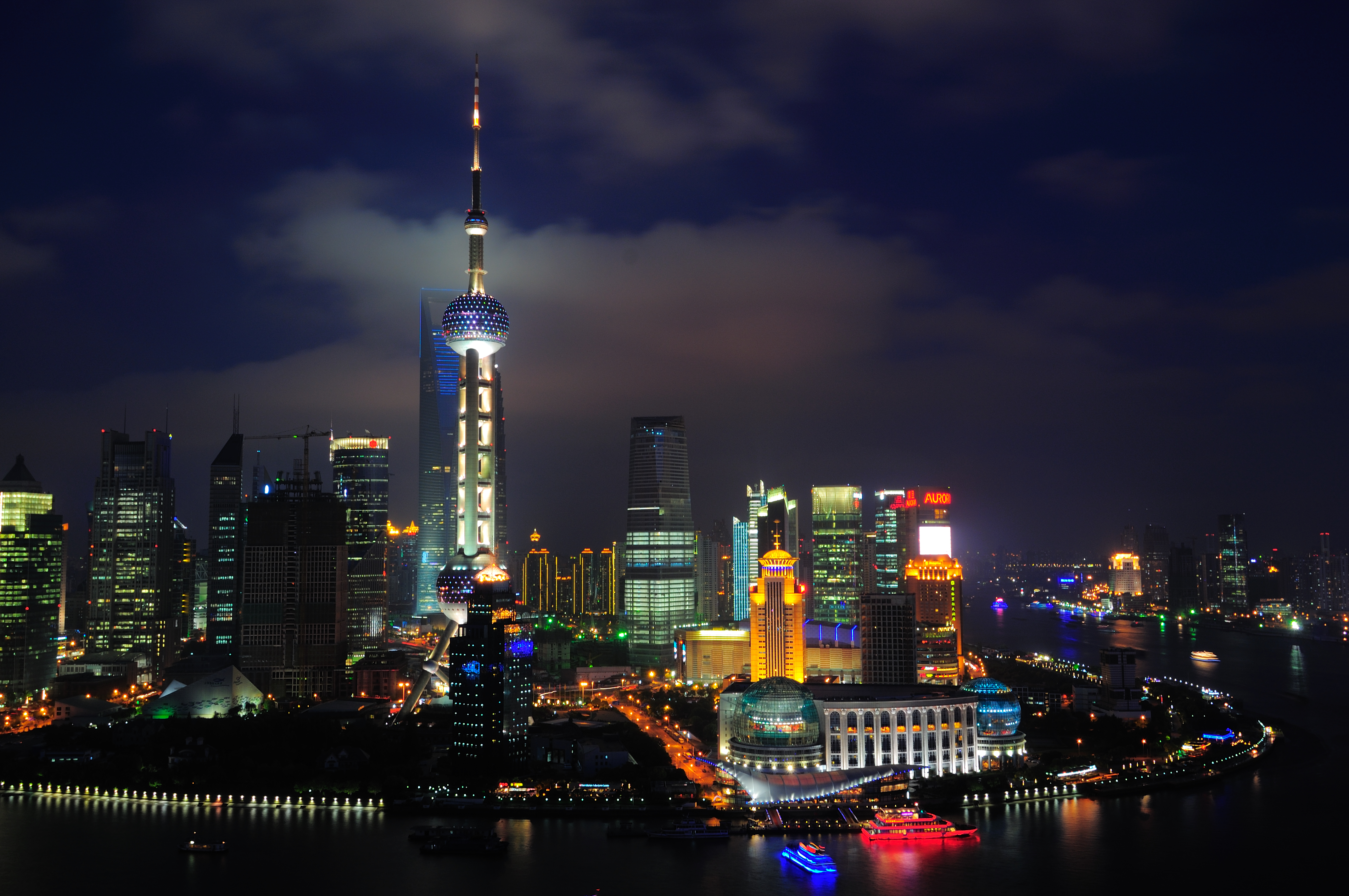
Телебашня на фоне Пудуна ночью
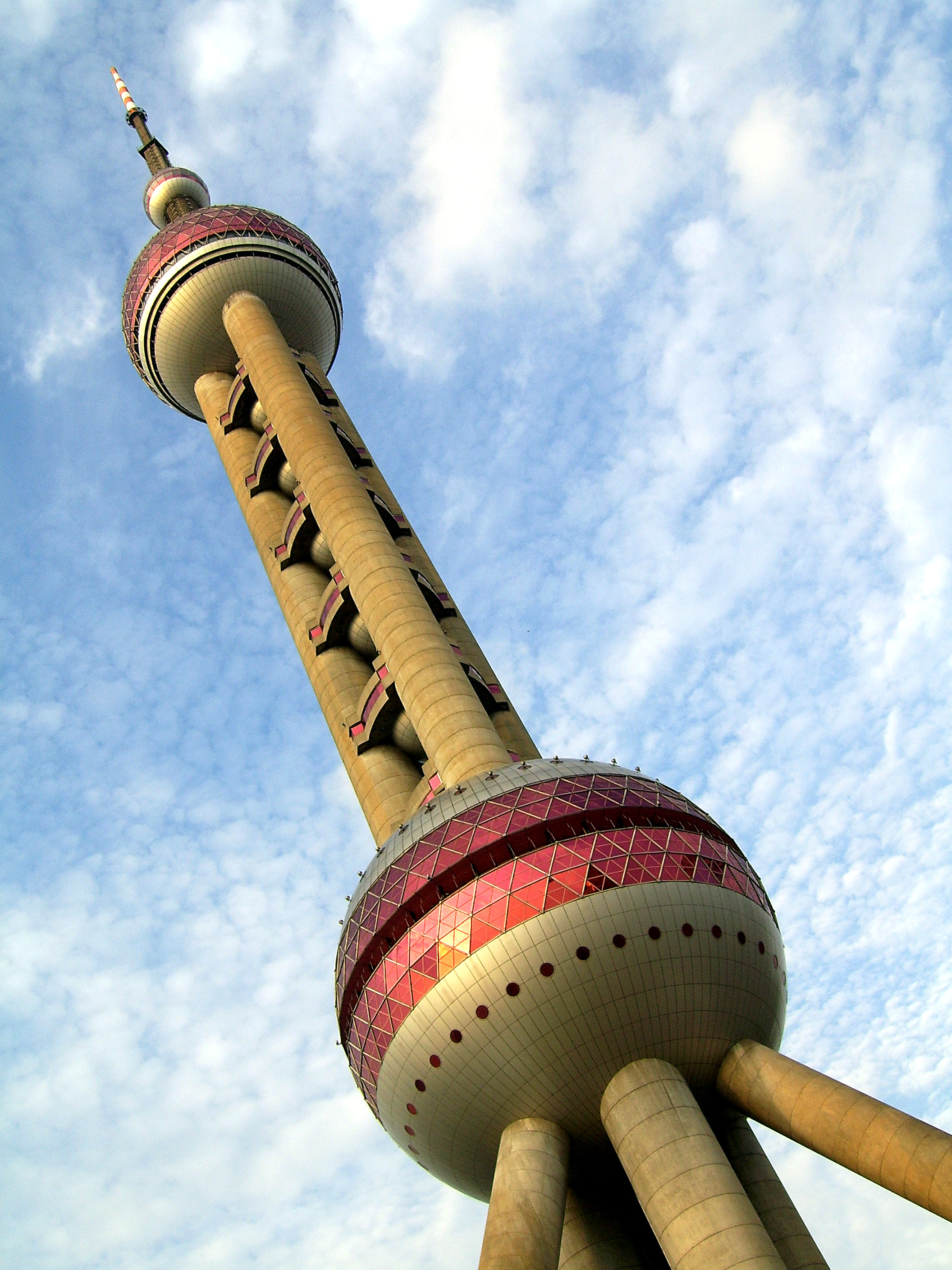